# ボルサリーノ
ボルサリーノ（イタリア語: Borsalino）は、イタリアのアレッサンドリアに本社を置く帽子メーカー及びブランドである。

## 概要

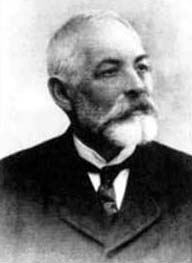
ジュゼッペ・ボルサリーノ

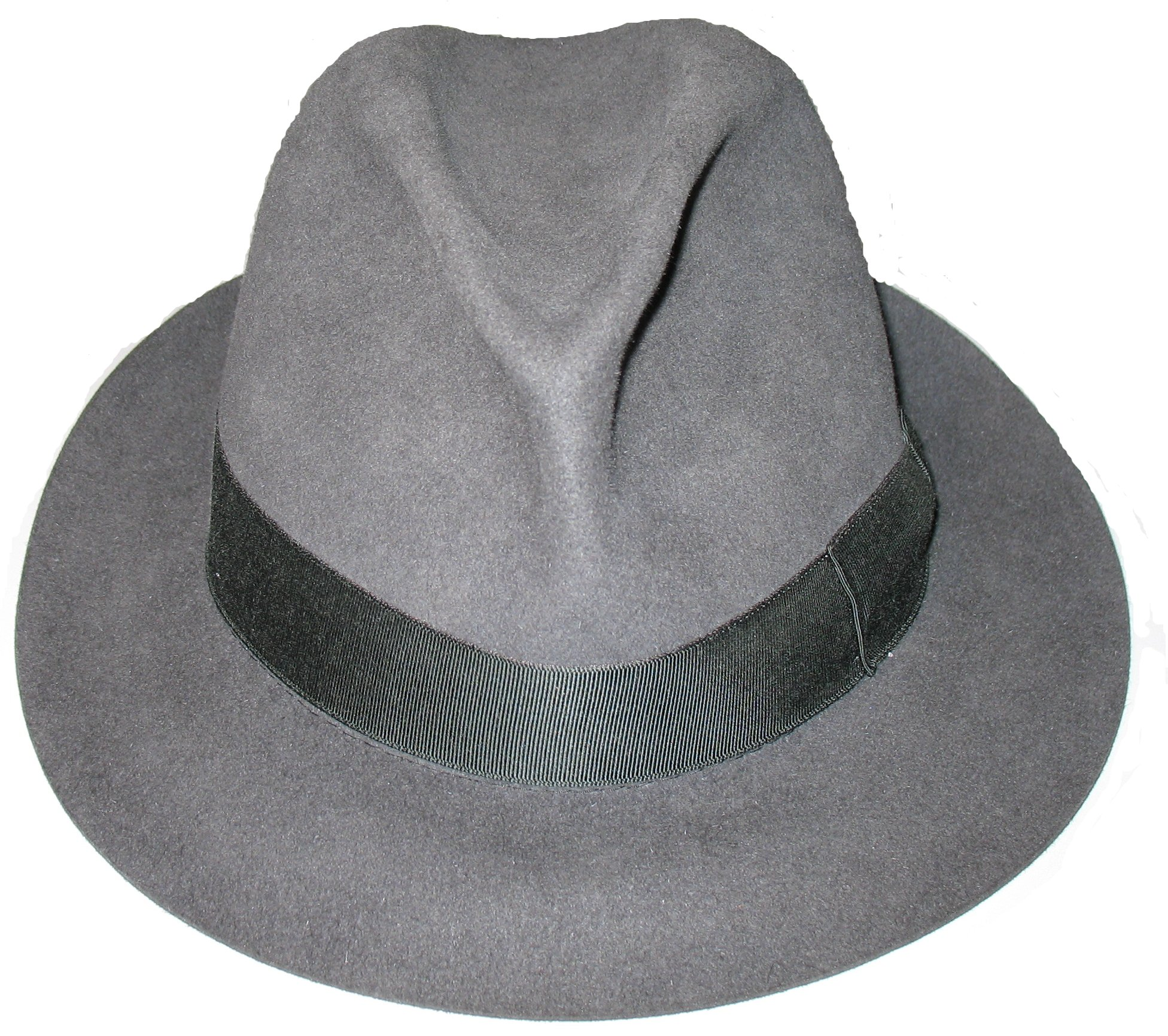
ボルサリーノ製ソフト帽

1857年にジュゼッペ・ボルサリーノにより創業。創業150周年を経た今日でも、今世紀初頭の機械と木製型を使った職人の手作りである。
中折れ帽（ソフト帽）やパナマ帽が有名だが、チロルハット、ハンチング帽、ベレー帽のほか、サファリ帽、ヘルメット（バイク専用）、それ以外にもスカーフ、ネクタイ、手袋を製造している。また意外なところでは自転車も製造している。
製造拠点がフランスに近いこともあり、後述の映画『ボルサリーノ』はその影響を受けて制作されたことでも知られる。
2015年3月に入り、それまで潜在的に指摘されていた、イタリアのボルサリーノ社の倒産の危険性が、確実にほぼ倒産は秒読みの状態である、とイタリアで大々的に報じられて問題になっている。2015年3月の時点では金融融資機関などに貸付金の放棄を求める形での再生を考えていると報じられているが、債権団はそれに同意していないため、同社が倒産するかどうかは予断を許さない状況となっている。
2017年12月18日に破産手続きを行ったと報道された。2016年以来ブランドの活動を管理してきたHaeres Equita社は、将来のコレクションの生産、流通および販売を継続し、すべての雇用を維持し、アレッサンドリア（ピエモント）の生産拠点を維持すると確約した。 
2018年、イタリアの投資会社Haeres Equitaは、ボルサリーノの資産を7月12日に行われたオークションで640万ユーロで落札・買収し、ボルサリーノを完全子会社化した。

## 日本での展開
日本ではイタリアでつくられた製品と国内メーカーがライセンスを得た製品の2種類が流通していた。主に野球帽やベレー帽の類に国内メーカー製造のものが多い。ソフト帽は、国内製造のものよりも本国製造のものが主流になっている。
ライセンス品については中央帽子が2016年いっぱいでライセンスを返上した。日本におけるボルサリーノブランドのインポート商品の輸入、販売と同ブランドのライセンス事業は東京千代田区にある帽子メーカー「オーロラ」の関係会社であるボルサリーノジャパンが行っていた。
2023年3月1日付けで、中央帽子がボルサリーノジャパンから事業を承継した。

## 日本でのイメージ
- 1969年（昭和44年）に、アラン・ドロンとジャン・ポール・ベルモンドの2人が出演した映画『ボルサリーノ』で有名になった。よくソフト・ハットのことを「ボルサリーノ帽」と呼ぶことがある。正確にはボルサリーノ社が、柔らかい（ソフトな）フェルト帽を販売するまでは、紳士帽子は堅く固めた製品であり、ソフトな帽子を初めて販売した事で、ソフト帽の代名詞となっている。
- 1971年にテレビ放送が始まったアニメ『ルパン三世』に登場する次元大介のトレンドマークとして常時愛用している帽子として知られている。
- 1989年（平成元年）10月21日発売、真島昌利のソロデビューシングル、「アンダルシアに憧れて」の歌詞中に2回登場する。
- 2018年8月25日より開店した、香取慎吾と祐真朋樹による有名ブランドとコラボした衣料・雑貨を扱うブティック「JANTJE_ONTEMBAAR」（ヤンチェ・オンテンバール）にて、ボルサリーノとコラボした帽子が販売されている[6]。